# Navy shower

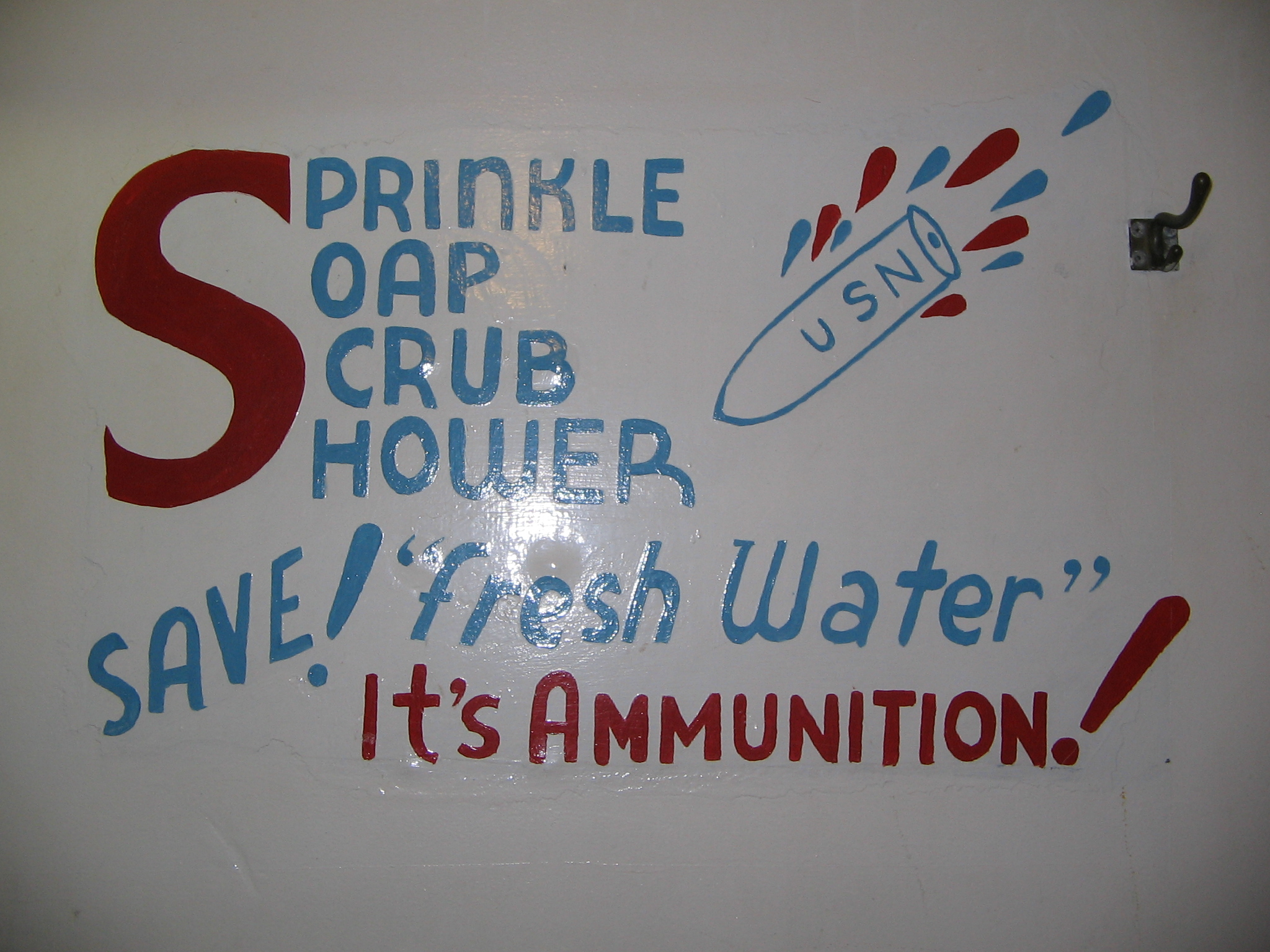
Slogan om water te besparen: Sprinkle, Soap, Scrub, and Shower (Douche in Alabama)

Een navy shower (marinedouche) is een manier van douchen die zorgt voor een aanzienlijke besparing van water en energie.
De besparing kan men bereiken door de watertoevoer uit te schakelen tijdens het middelste gedeelte van het douchen. De totale looptijd van dit soort douches kan minder dan twee minuten duren - eerst ongeveer dertig seconden onder de douche staan, gevolgd door de waterkraan uit te draaien, zeep en shampoo gebruiken en inzepen, de kraan weer open draaien, en een minuut of minder afspoelen.
Marinedouches zijn ontstaan op marineschepen, waar de toevoer van zoetwater vaak schaars was. Met behulp van deze methode konden bemanningsleden schoon blijven, terwijl ze hun beperkte watervoorraad behouden. Het concept is ook overgenomen door anderen die water en de energie willen besparen, zowel om ecologische als om economische redenen.
Zeelieden nemen vaak marinedouches wanneer ze niet in een haven zijn met gemakkelijke toegang tot zoetwater. Een douche van tien minuten kost 230 liter water, terwijl een marinedouche gewoonlijk slechts 11 liter kost.
In de Amerikaanse marine is de term "Hollywood-douche" het tegenovergestelde van de marinedouche, verwijzend naar een lange douche met een zeer hoog waterverbruik.